# LBE VT 11
Der Triebwagen LBE VT 11 wurde von der Lübeck-Büchener Eisenbahn (LBE) für den Betrieb auf ihren nicht elektrifizierten Strecken, ausgehend von Lübeck, beschafft. Der Triebwagen wurde 1938 von der Deutschen Reichsbahn mit der Nummer 821 übernommen und ist heute nicht mehr vorhanden.

## Geschichte
Im Modernisierungsplan der Lübeck-Büchener Eisenbahn waren nicht nur Fahrzeuge für den Hochleistungs-Schnellverkehr enthalten. Es wurde Wert auf die Verbesserung des Nahverkehrs in Ostholstein hinsichtlich der Motorisierung gelegt. Bereits 1934 hatte die Gesellschaft für den Betrieb auf der Lübeck-Segeberger Eisenbahn einen kleinen Triebwagen mit einem Anhänger von der Waggonfabrik Uerdingen erworben. Die Erfahrungen damit führten zur Bestellung von größeren Fahrzeugen für den Beimannbetrieb, von denen der hier erwähnte VT 11, der andere der in der Waggonfabrik Uerdingen gefertigte VT 12 war. Beide Wagen wurden nach denselben Baugrundsätzen gefertigt, unterschieden sich jedoch in technischen Details und im Äußeren. Mit dem VT 11 wurde ein im Aussehen fast identischer Beiwagen mitbeschafft, der VB 111 war allerdings um drei Meter kürzer als der Triebwagen, hatte 43 Sitzplätze und eine Toilette.
Der VT 11 wurde im Sommer 1936 ausgeliefert. Der planmäßige Einsatz begann 1937. Eingesetzt waren die Fahrzeuge im Bahnbetriebswerk Lübeck. Mit der Übernahme der LBE durch die Deutsche Reichsbahn blieben die Fahrzeuge in Lübeck. Im Dezember 1940 waren sie im Bestand der DR. 1943 wurden sie von der Altlandsberger Kleinbahn AG übernommen. Der weitere Einsatz des VT 11 ist nicht bekannt.

## Konstruktive Merkmale
Der Triebwagen war nach demselben Vorgaben entstanden wie der VT 12. Die Innenausstattung und die äußere Gestaltung ist eine Arbeit des Architekturbüros Bertsch in Berlin. Beide Fahrzeuge unterschieden sich durch einige Details in der Gestaltung. Der VT 11 war etwas kürzer als der Wagen der Waggonfabrik Uerdingen, er besaß Drehtüren an den Fahrzeugenden. Da der Fußboden höher als beim Uerdinger Wagen war, besaß der VT 11 im Einstiegsbereich eine zusätzliche Trittstufe. Die gepolsterten Stahlrohrsitze waren je nach Fahrtrichtung umklappbar und mit Leder bezogen. Die klotzgebremsten Radsätze waren als Vereinslenkachsen ausgeführt und durch Blattfedern mit Einfachschaken gegen den Wagenkasten abgefedert.
Der Wagenkasten war als geschweißtes Kastengerippe und Beblechung als Spantenbauart hergestellt. An den Wagenenden verjüngte sich der Wagenkasten. Vom Fahrgastraum war auf der einen Seite ein Vorraum abgetrennt, der als Gepäckraum und zur Unterbringung von Fahrrädern diente. Insgesamt hatte der Fahrgastraum 56 Sitzplätze und drei Klappsitze. Beheizt wurde er durch eine Unterflurheizung mit einem von außen zu beschickenden Warmwasserofen, an dem vier Heizkörper angeschlossen waren. Der Wagen hatte ebenso wie der Uerdinger Wagen unterhalb der Pufferbohle liegenden Scheinwerfer. Grund war Möglichkeit der besseren Erkennbarkeit von Vorsignalbaken bei Nebel.
Die beiden Maschinenanlagen waren unterflur angeordnet. Sie bestanden aus je einem Sechszylinder-Viertakt-Dieselmotoren der VOMAG sowie je einem damit verbundenen Mylius-Getriebe und waren auf einem gemeinsamen Tragrahmen gummigefedert zum Hauptrahmen gelagert. Vom Getriebe wurden die Antriebsachsen mit einer Gelenkwelle angetrieben. Auf den Antriebsachsen waren gleichzeitig die Wendegetriebe angeordnet. Die verwendete Motoranlage konnte vom Führerstand durch eine pneumatisch zu bedienende Motorwählgruppe bestimmt werden. In der Regel wurden beide Anlagen zusammen verwendet.